# Gudalur (Theni)
Gudalur è una suddivisione dell'India, classificata come town panchayat, di 35.442 abitanti, situata nel distretto di Theni, nello stato federato del Tamil Nadu. In base al numero di abitanti la città rientra nella classe III (da 20.000 a 49.999 persone).

## Geografia fisica
La città è situata a 09° 40' 52 N e 77° 14' 23 E.

## Società

### Evoluzione demografica
Al censimento del 2001 la popolazione di Gudalur assommava a 35.442 persone, delle quali 17.758 maschi e 17.684 femmine. I bambini di età inferiore o uguale ai sei anni assommavano a 3.544, dei quali 1.932 maschi e 1.612 femmine. Infine, coloro che erano in grado di saper almeno leggere e scrivere erano 21.388, dei quali 12.473 maschi e 8.915 femmine.